# Svaté Pole
Svaté Pole är en ort i Tjeckien.   Den ligger i regionen Mellersta Böhmen, i den centrala delen av landet, 40 km söder om huvudstaden Prag. Svaté Pole ligger 387 meter över havet och antalet invånare är 328.
Terrängen runt Svaté Pole är platt åt sydost, men åt nordväst är den kuperad. Runt Svaté Pole är det ganska glesbefolkat, med 28 invånare per kvadratkilometer. Närmaste större samhälle är Příbram, 13,3 km sydväst om Svaté Pole. I omgivningarna runt Svaté Pole växer i huvudsak blandskog.